# Pitillas
Pitillas település Spanyolországban, Navarra autonóm közösségben. Pitillas Olite, Santacara, Murillo El Cuende, Ujué és Beire községekkel határos. Lakosainak száma 529 fő (2024).

## Népesség
A település népessége az elmúlt években az alábbi módon változott:
| Lakosok száma | 559  | 620  | 588  | 556  | 555  | 523  | 494  | 484  | 532  | 529  |
|               | 2001 | 2004 | 2006 | 2009 | 2011 | 2014 | 2016 | 2019 | 2021 | 2024 |